# Nicole Tomczak-Jaegermann
Nicole Tomczak-Jaegermann (1945 - 17 de junho de 2022) foi uma matemática canadense de origem polonesa.

## Carreira
Tomczak-Jaegermann estudou na Universidade de Varsóvia com diploma em 1968 e doutorado em 1974 com Aleksander Pełczyński. Ela esteve na Universidade de Varsóvia até 1983 e depois foi para o Canadá, onde foi professora de matemática na Universidade de Alberta. Ela ocupou uma Cátedra de Pesquisa do Canadá em Análise Geométrica.
Ela fez contribuições importantes para a teoria dos espaços de Banach de dimensão infinita e análise geométrica assintótica, incluindo conexões entre as duas áreas. Seu trabalho (especialmente um trabalho com R. Komorowski (1955–2003) de 1995) desempenhou um papel essencial na resolução do problema de homogeneidade para espaços de Banach por Timothy Gowers em 1996. Sua monografia sobre distâncias de Banach-Mazur é um trabalho padrão .
Ela trabalhou com Hermann König, entre outros . De 1981 a 1983 foi professora visitante na Texas A&M University. Foi membro da Royal Society of Canada (1996). Em 1999 recebeu o Prêmio Krieger Nelson e em 2006 o Prêmio CRM Fields PIMS. Ela foi editora associada do Canadian Journal of Mathematics e do Canadian Mathematical Bulletin.
Em 1998 foi oradora convidada no Congresso Internacional de Matemáticos em Berlim (From finite to infinite dimensional phenols in geometric Function Analysis on local and assintotic level).

## Publicações
- Banach-Mazur-Distances and Finite Dimensional Operator Ideals, Pitman monographs and Surveys in Pure and Applied Mathematics, Band 38, Harlow: Longman Scientific & Technical 1989